# 安内莉·埃尔哈特
安内莉·埃尔哈特（德語：Annelie Ehrhardt，1950年6月18日—2024年10月22日），旧姓扬斯（Jahns），德国女子田径运动员。她曾代表东德参加1972年和1976年夏季奥林匹克运动会田径比赛，其中1972年奥运会获得一枚金牌。